# Tułowice Sochaczewskie
Tułowice Sochaczewskie – wąskotorowa stacja kolejowa w Tułowicach, w gminie Brochów, w powiecie sochaczewskim, w województwie mazowieckim, w Polsce. Została otwarta w dniu 18 września 1922 roku razem z linią z Sochaczewa do Tułowic. Linia do Piasków Królewskich została otwarta w 1923 roku.